# دستور البرازيل
دستور جمهورية البرازيل الاتحادية (بالبرتغالية: Constituição da República Federativa do Brasil‏) هو القانون الأعلى للبرازيل، ويمثل الحجر الأساس ومصدر السلطة القانونية وراء وجود البرازيل وحكومتها الاتحادية. ويوفر الدستور إطار عمل تنظيمي للحكومة البرازيلية وعلاقة الحكومة الاتحادية بالولايات وبالمواطنين وبجميع الناس ضمن الأراضي البرازيلية.

## لمحة عامة
الدستور البرازيلي الحالي هو سابع دستور صادر منذ استقلال البلاد عام 1822، وهو السادس منذ إعلان تأسيس الجمهورية عام 1889. صدر يوم 5 أكتوبر عام 1988، بعد عملية صياغة وكتابة من الصفر استغرقت عامين.

## التاريخ
جرى صياغة دستور البرازيل الحالي كردة فعل على فترة الديكتاتورية العسكرية، وسعى لتقييد قدرة الدولة على الحد من الحرية وضمان الحقوق الفردية ومعاقبة الجرائم وتنظيم حياة الأفراد. وكان من بين الضمانات الدستورية الجديدة مخالفة الأوامر القضائية وبيانات المثول أمام القضاء. كما توقع وجود قانون دفاع للمستهلكين (سُن عام 1990) وقانون الشباب (1990) وقانون مدني جديد (2002).
وهو أول دستور برازيلي يطالب بتطبيق عقوبات شديدة على انتهاكات الحقوق والحريات المدنية. فتبع ذلك موافقة البرازيل على قانون يجعل من نشر التحامل ضد أية أقلية أو مجموعة إثنية جريمة لا يُفرج عن مرتكبها بكفالة ولا تسقط بالتقادم. ويوفر هذا القانون سبل انتصاف قانونية ضد أولئك الذين ينشرون خطاب الكراهية أو أولئك الذين لا يعاملون جميع المواطنين على قدم المساواة. وقد ساعد الجانب الثاني المعوقين في الحصول على نسبة مئوية محجوزة من الوظائف في القطاع العام والشركات الكبيرة، وساعد البرازيليين من أصل أفريقي على طلب التعويض عن العنصرية في المحاكم.
جعل الدستور ارتكاب جرائم التعذيب والأعمال الموجهة ضد الدولة الديمقراطية والنظام الدستوري جرائم لا يُفرج عن مرتكبها بكفالة ولا تسقط بالتقادم، خلافاً للمنطق الاستبدادي للدستور السابق، وهو الأمر الذي أدى إلى إنشاء أجهزة دستورية تمنع وقوع أي نوع من الانقلابات.
وبالإضافة إلى التصويت المنتظم فقد أرسى الدستور أشكالاً عديدة للمشاركة الشعبية المباشرة مثل الاستفتاءات العامة وإمكانية المواطنين العاديين من اقتراح قوانين جديدة. ومن الأمثلة على هذه الآليات الديمقراطية استفتاء عام 1993 حول تحديد شكل الحكومة حيث اُعتمد النظام الرئاسي واستفتاء الأسلحة النارية والذخيرة الذي أجري بتاريخ 23 أكتوبر عام 2005.
عارض معظم اليساريون ورود كلمة «بحماية الله» في ديباجة الدستور وعلى العملة البرازيلية واعتبروها لا تتوافق مع حرية الدين لعدم اعترافها بحقوق كل من المؤمنين بتعدد الآلهة مثل بعض الشعوب الأصلية بالبرازيل والملحدين. وقد حكمت المحكمة العليا الاتحادية أن ذكر الله لم يتناقض مع الدستور نفسه لأن هذه الديباجة تشير ببساطة إلى المبادئ المؤدية لتأدية الغرض التمهيدي للنص الدستوري وتعكس المفاهيم الأيديولوجية للمشرّع وتقع ضمن نطاق الأيديولوجيا السياسية وليس ضمن النطاق القانوني.

## المحتويات

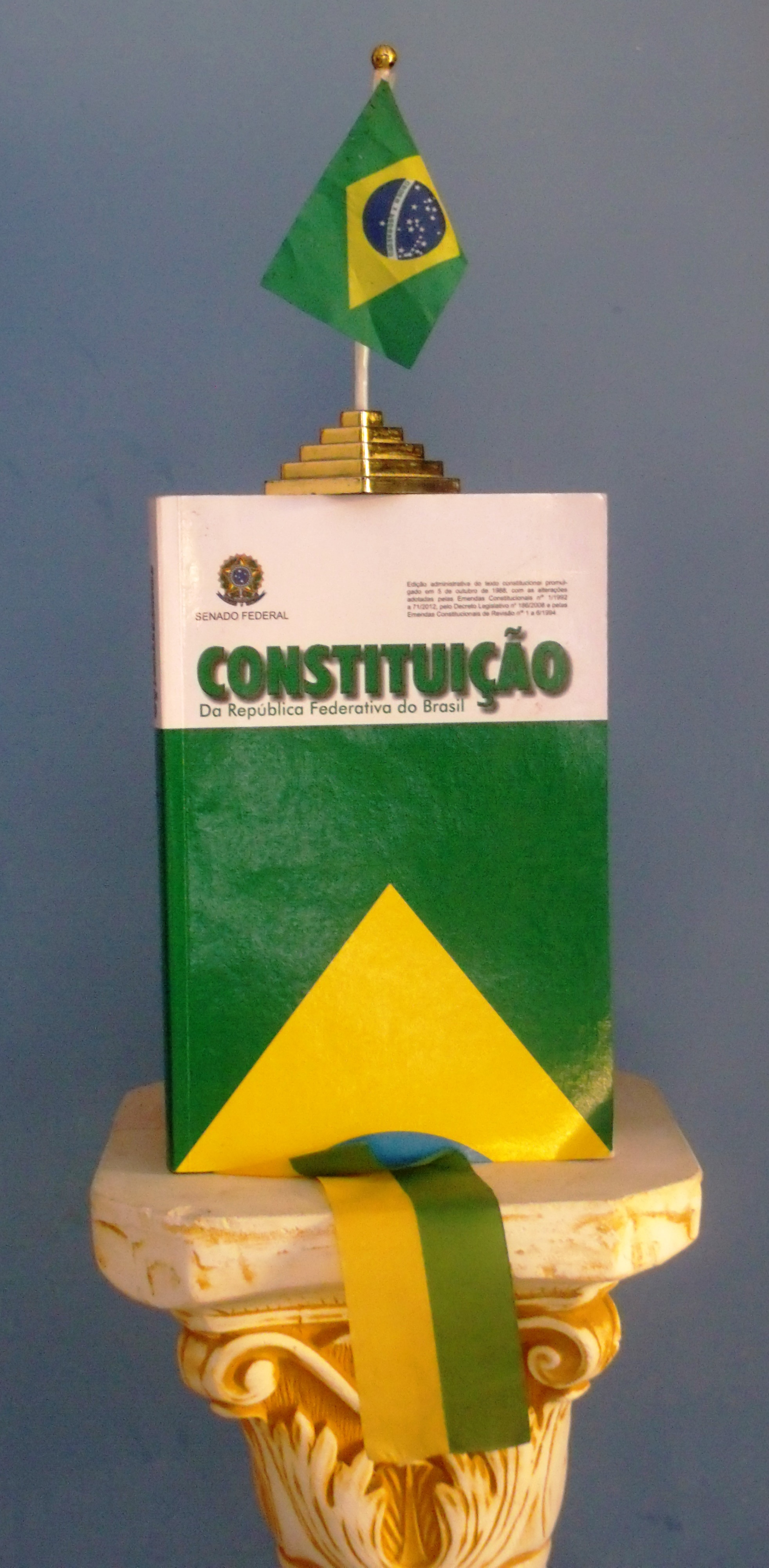
نسخة عام 2017.

يتألف دستور البرازيل من تسعة أبواب ينقسم كل باب إلى فصول يتوزع كل فصل منها على مجموعة مواد. وتقسم المواد بدورها إلى عبارات قصيرة (بنود) مرقمة بالأعداد الرومانية وفقرات مرقمة ويتبعها رمز §. ويستعمل الدستور كلمة «الاتحاد» للإشارة إلى البرازيل بصورة رسمية.

### الديباجة
ديباجة الدستور الاتحادي هي عبارة عن بيان تمهيدي موجز يحدد الغرض والمبادئ التوجيهية للوثيقة. وينص النص:

### الباب الأول
الباب الأول مكرس للمبادئ الأساسية للاتحاد. ويصف الولايات والبلديات والقطاع الفيدرالي بصفتها مكونات راسخة لا تنفصم عن الاتحاد. كما يحدد فروع الاتحاد البرازيلي الثلاثة المتآلفة المستقلة: التنفيذية والتشريعية والقضائية، كما يشمل الباب على الأهداف الأساسية للجمهورية.
أحد أهم المقتطفات من هذا الباب هو الفقرة المنفردة في المادة الأولى التي تنص على أن:

### الباب الثاني
يحدد الباب الثاني الحقوق والضمانات الأساسية. ويضمن الحقوق الأساسية لجميع المواطنين والأجانب على الأراضي البرازيلية من حرية التعبير ومبدأ حرية المعلومات وحق الملكية والإرث والحرية السياسية والدينية وحق التظاهر السلمي وضمان حق الحياة الخاصة وعدم دخول منزل الفرد إلا بأمر من المحكمة وحرية امتهان الأعمال القانونية وتحظر عقوبة الإعدام، وتحدد متطلبات الحصول على الجنسية البرازيلية والحقوق المدينة وغيرها من المبادئ والأسس التي يقوم عليها الاتحاد.

### الباب الثالث
يحدد الباب الثالث تنظيم الدولة. فيعد الدستور برازيليا عاصمة البلاد (وتُعرف رسمياً بالمقاطعة الاتحادية) ويصف هذا الباب الحقوق والواجبات الخاصة بالولايات البرازيلية والبلديات والمقاطعة الاتحادية وجميعها ذات نظام حكم ذاتي فيدرالي بالإضافة إلى أحكام العاملين في القطاع الحكومي العام.

### الباب الرابع
يحدد الباب الرابع تنظيم فروع الدولة. ويصف المهام الخاصة لكل فرع من فروع الدولة وقواعد إجراء التعديلات الدستورية.

### الباب الخامس
يحدد الباب الخامس الدفاع عن الدولة ومؤسساتها الديمقراطية. ويحدد الخطوط الأساسية لقواعد نشر القوات المسلحة والأمن القومي وإعلان قانون الطوارئ.

### الباب السادس
يُعنى الباب السادس بالضرائب وموازنة الدولة. وتُنظم توزيع الميزانية بين مكونات الاتحاد وكفاءاتها وميزانية الدولة.

### الباب السابع
يحدد الباب السابع النظام الاقتصادي والمالي في البلاد والسياسات الزراعية والحضرية بالإضافة إلى احتكارات الدولة.
- يسمح الدستور للحكومة البرازيلية «لأغراض المصلحة الاجتماعية والإصلاح الزراعي، للاتحاد صلاحية استملاك الأراضي الريفية التي لا تؤدي وظيفتها الاجتماعية.» (المادة 184)
- وتتحق الوظيفة الاجتماعية بموجب المادة 186 عندما تحقق الممتلكات الريفية في الوقت نفسه المتطلبات الآتية: 
  - الاستخدام العقلاني والمناسب؛
  - الاستخدام المناسب للموارد الطبيعية والمحافظة على البيئة؛
  - مراعاة الأحكام التي تنظم علاقات العمل؛
  - الاستغلال الذي يكون لصالح المالكين والعاملين.

### الباب الثامن
يعنى الباب الثامن بالنظام الاجتماعي. فيحدد نظام الضمان الاجتماعي ونظام الصحة العامة والمعونة الاجتماعية والتقاعد وشؤون الأسرة والأطفال والمراهقون وكبار السن وسياسات التعليم والعلوم والتكنولوجيا والبيئة والثقافة والتواصل الاجتماعي والرياضة.

### الباب التاسع
يشمل الباب التاسع على الأحكام الدستورية العامة. ومن بينها قوانين متفرقة بالإضافة إلى الأحكام الانتقالية.